# 1900년 하계 올림픽 승마 멀리뛰기
1900년 하계 올림픽 승마 멀리뛰기는 프랑스 파리에서 개최된 1900년 하계 올림픽 승마의 세부 종목이다. 1900년 3월 29일에 프랑스 파리에서 진행되었다. 5개국에서 17명의 선수가 참가하였다. 8명의 참가 선수만 알려져있고, 9명의 선수는 알려져있지 않다. 알려지지 않은 9명의 선수 중 7명은 프랑스 선수, 2명은 벨기에 선수이다.

## 경기 결과
| 순위 | 선수                                | 말            | 기록  |
| ---- | ----------------------------------- | ------------- | ----- |
| 1    | 콩스탕 방 랑앙도크 (BEL)            | Extra-Dry     | 6.10m |
| 2    | 조반니 조르조 트리시노 (ITA)        | Oreste        | 5.70m |
| 3    | 페이르 드 벨르가르드 (FRA)          | Tolla         | 5.30m |
| 4    | 나폴레옹 뮈라트 (FRA)               | Bayard        | 4.90m |
| 5-17 | 헤르만 존 맨들 (USA)                | 불명          | 불명  |
| 5-17 | 우베르토 비스콘티 디 모드로네 (ITA) | Jupe-en-l'Air | 불명  |
| 5-17 | 오를로프 (RUS)                      | 불명          | 불명  |
| 5-17 | 데 폴리아코프 (RUS)                 | 불명          | 불명  |
| 5-17 | 기타 9명의 선수                     |               |       |

## 메달리스트
| 종목     | 금                          | 은                                | 동                            |
| -------- | --------------------------- | --------------------------------- | ----------------------------- |
| 멀리뛰기 | 콩스탕 방 랑앙도크 · 벨기에 | 조반니 조르조 트리시노 · 이탈리아 | 페이르 드 벨레가르드 · 프랑스 |

## 참고 문헌
- 국제 올림픽 위원회 - 1900년 하계 올림픽 승마 경기 결과 (영어)
- De Wael, Herman. 《Herman's Full Olympians: "Equestrian 1900"》. 2012년 7월 16일에 원본 문서에서 보존된 문서. 2006년 3월 19일에 확인함.
- Mallon, Bill (1998). 《The 1900 Olympic Games, Results for All Competitors in All Events, with Commentary》. Jefferson, North Carolina: McFarland & Company, Inc., Publishers. ISBN 0-7864-0378-0.